# Суперкубок Чилі з футболу
Суперкубок Чилі з футболу, (Supercup of Chile) — клубний турнір з футболу, що проводиться в Чилі. Учасниками змагання є чемпіон країни та володар кубку минулого сезону. Турнір проводиться перед початком регулярного сезону у країні.

## Фінали
| Рік  | Переможець           | Рахунок      | Фіналіст                   |
| ---- | -------------------- | ------------ | -------------------------- |
| 2013 | Уніон Еспаньйола     | 2:0          | Універсідад де Чилі        |
| 2014 | О'Хіггінс            | 1:1 пен. 3:2 | Депортес Ікіке             |
| 2015 | Універсідад де Чилі  | 2:1          | Універсідад де Консепсьйон |
| 2016 | Універсідад Католіка | 2:1          | Універсідад де Чилі        |
| 2017 | Коло-Коло            | 4:1          | Універсідад Католіка       |
| 2018 | Коло-Коло            | 3:0          | Сантьяго Вондерерз         |
| 2019 | Універсідад Католіка | 5:0          | Палестіно                  |
| 2020 | Універсідад Католіка | 4:2          | Коло-Коло                  |
| 2021 | Універсідад Католіка | 1:1 пен. 7:6 | Нюбленсе                   |
| 2022 | Коло-Коло            | 2:0          | Універсідад Католіка       |
| 2023 | Депортес Магальянес  | 1:1 пен. 4:3 | Коло-Коло                  |
| 2024 | Коло-Коло            | 2:0          | Уачипато                   |

## Досягнення по клубам
| Клуб                       | Кількість перемог | Роки перемог           | Кількість фіналів | Роки поразок |
| -------------------------- | ----------------- | ---------------------- | ----------------- | ------------ |
| Універсідад Католіка       | 4                 | 2016, 2019, 2020, 2021 | 2                 | 2017, 2022   |
| Коло-Коло                  | 4                 | 2017, 2018, 2022, 2024 | 2                 | 2020, 2023   |
| Універсідад де Чилі        | 1                 | 2015                   | 2                 | 2013, 2016   |
| Уніон Еспаньйола           | 1                 | 2013                   | -                 | -            |
| О'Хіггінс                  | 1                 | 2014                   | -                 | -            |
| Депортес Магальянес        | 1                 | 2023                   | -                 | -            |
| Депортес Ікіке             | -                 | -                      | 1                 | 2014         |
| Універсідад де Консепсьйон | -                 | -                      | 1                 | 2015         |
| Сантьяго Вондерерз         | -                 | -                      | 1                 | 2018         |
| Палестіно                  | -                 | -                      | 1                 | 2019         |
| Нюбленсе                   | -                 | -                      | 1                 | 2021         |
| Уачипато                   | -                 | -                      | 1                 | 2024         |